# Källmyrhalstjärnen
Källmyrhalstjärnen är en sjö i Arvidsjaurs kommun i Lappland och ingår i Åbyälvens huvudavrinningsområde.